# تو عاشقی
«تو عاشقی» (به انگلیسی: You Are in Love) ترانه‌ای از تیلور سوئیفت، خواننده-ترانه‌سرای آمریکایی است. این ترانه ابتدا در بستهٔ لوکس پنجمین آلبوم استودیویی او، ۱۹۸۹ (۲۰۱۴) گنجانده شد. بیگ مشین رکوردز این قطعه را برای دانلود انحصاری از آی‌تیونز استور در ۲۴ فوریه ۲۰۱۵ منتشر کرد. این قطعه توسط سوئیفت و جک آنتونوف نوشته و تهیه شد. رابطهٔ آنتونوف با بازیگر لینا دانم موضوع مورد بحث این ترانه است. منتقدان نمایش عشق در این ترانه را ستودند. این ترانه الهام‌بخش موزیک ویدئوی ترانهٔ «معشوق» بود.
پس از اختلافات سوئیفت با لیبل سابقش بیگ مشین رکوردز بر سر مسترهای شش آلبوم نخست خود، او این ترانه را با عنوان «تو عاشقی (نسخهٔ تیلور)» دوباره ضبط کرد، و در چهارمین آلبوم مجدداً ضبط شده خود، ۱۹۸۹ (نسخه تیلور) (۲۰۲۳) گنجاند.